# Sound the Alarm (Less Than Jake)
Sound the Alarm è un EP del gruppo musicale statunitense Less Than Jake, pubblicato nel 2017.

## Tracce
1. Call to Arms – 2:36
2. Whatever the Weather – 3:00
3. Bomb Drop – 3:06
4. Welcome to My Life – 2:43
5. Good Sign – 3:28
6. Years of Living Dangerously – 3:08
7. Things Change – 2:48